# Latrie
Latrie (lat. Latrīa, ze starořeč. λατρεία, latreía) je termín používaný v římskokatolické teologii pro úctu k Bohu v Nejsvětější Trojici.  Pojem latrie se vztahuje také k úctě k jednotlivým Božským osobám  (Otec, Syn a Duch svatý) tvořícím Nejsvětější Trojici. Latrie klade důraz spíše na vnitřní formu úcty než na vnější obřady.

## Formy latrie
Teologie mj. rozlišuje na latrii absolutní a latrii relativní.
- Latrie absolutní – vnitřní úcta k Nejsvětější Trojici bez nějakých vnějších pomocných prvků
- Latrie relativní – vnější úcta k Nejsvětější Trojici skrze nějaké výtvarné ztvárnění Nejsvětější Trojice např. obraz, socha či jiný artefakt. Daný předmět je pouze pomůckou disponující k latrii absolutní.

Bez tohoto rozlišení existuje nebezpečí, že se relativní latrie změní v idolatrii (modloslužbu). V tomto případě se totiž sám lidský artefakt stane předmětem božské úcty. Z těchto a dalších důvodů řada křesťanských teologických směrů vycházející z reformace odmítá kult relativní latrie u výtvarných ztvárnění Nejsvětější Trojice či jednotlivých Božských osob.

## Eucharistie
Latrie se vztahuje také na eucharistii a eucharistickou adoraci. V 16. století Tridentský koncil konkrétně potvrdil přítomnost Krista v eucharistii a dal teologický podklad pro eucharistickou adoraci, když uvedl:
„Jednorozeného Syna Božího je třeba uctívat ve svátosti eucharistie úctou ,latrie’, včetně vnější bohopocty.“
Papež Pavel VI. v encyklice Mysterium fidei z roku 1965, také potvrdil tuto víru, když v 56. bodě uvedl: „Katolická církev vždy projevovala a stále projevuje tuto latrii, která náleží svátosti Eucharistie, a to jak během mše, tak i mimo ni...“

## Relikvie
Kristovým obrazům a relikviím, jako např. sv. Kříži, náleží podle učení sv. Tomáše Akvinského relativní cultus latriae, protože důvod úcty (obiectum formale) nespočívá v nich samotných, nýbrž v Kristově osobě, kterou znázorňuje nebo které se týkají, není úcta jim prokazovaná absolutní, nýbrž relativní. Je to však pravý cultus latriae, protože platí Kristově božské osobě.

## Rozdíl latrie a dulie
Kult latrie je obětní povahy a může být vzdán pouze Bohu. Katoličtí a pravoslavní křesťané mají pro svaté jiný typ úcty. Tato úcta se nazývá dulie a je odstupňována:
- Hyperdulie – úcta k Panně Marii
- Protodulie – úcta k sv. Josefovi
- Dulie – úcta k ostatním svatým